# Sibolga
Sibolga är en stad på nordvästra Sumatra i Indonesien. Den ligger i provinsen Sumatera Utara och har cirka 88 000 invånare.